# Froideville, Jura
Froideville là một xã của tỉnh Jura, thuộc vùng Bourgogne-Franche-Comté, miền đông nước Pháp.